# Nova Castilho (ort)
Nova Castilho är en ort i Brasilien.   Den ligger i kommunen Nova Castilho och delstaten São Paulo, i den södra delen av landet, 600 km söder om huvudstaden Brasília. Nova Castilho ligger 418 meter över havet och antalet invånare är 1 125.
Terrängen runt Nova Castilho är platt, och sluttar söderut. Närmaste större samhälle är General Salgado, 12,9 km norr om Nova Castilho.
Omgivningarna runt Nova Castilho är huvudsakligen savann. Runt Nova Castilho är det ganska glesbefolkat, med 29 invånare per kvadratkilometer.